# SummerSlam (2023)
L’édition 2023 de SummerSlam est un Premium Live Event de catch (lutte professionnelle) produit par la World Wrestling Entertainment, une fédération de catch américaine qui est télédiffusée et visible en paiement à la séance sur le WWE Network. L'événement a eu lieu le 5 août 2023 au Ford Field à Détroit (Michigan) et a réuni officiellement 51 477 spectateurs sur place. Il s'agit de la 36e édition de SummerSlam qui fait partie, avec le Royal Rumble, WrestleMania et les Survivor Series, du « Big Four ».

## Contexte
Les spectacles de la World Wrestling Entertainment (WWE) sont constitués de matchs aux résultats prédéterminés par les scénaristes de la WWE. Ces rencontres sont justifiées par des storylines – une rivalité avec un catcheur, la plupart du temps – ou par des qualifications survenues dans les shows de la WWE telles que Raw, SmackDown et NXT. Tous les catcheurs possèdent une gimmick, c'est-à-dire qu'ils incarnent un personnage gentil (Face) ou méchant (Heel), qui évolue au fil des rencontres. Un événement comme SummerSlam est donc un événement tournant pour les différentes storylines en cours,.

### Roman Reigns (c) contre Jey Uso
Le 1er juillet à Money in the Bank, les Usos ont battu Roman Reigns et Solo Sikoa dans un *Bloodline Civil War* Tag Team match et fait subir à leur cousin sa première défaite après 3 ans et demi d'invincibilité. Six soirs plus tard à SmackDown, pour venger cet affront, le champion Universel incontesté et The Street Champion agressent violemment Jimmy Uso sous les yeux de son frère jumeau, ce qui fait que l'aîné des Usos est évacué en ambulance à l'hôpital. À la fin de la soirée, pour venger son frère, Jey Uso défie son ancien Tribal Chief pour sa ceinture. La semaine suivante à SmackDown, les deux cousins se mettent d'accord sur des  « règles d'engagement » pour le PLE : le combat deviendra un Tribal Combat match, ce qui veut dire qu'en plus de la remise en jeu de la ceinture, le vainqueur deviendra également chef tribal de la famille samoane.

### Seth "Freakin" Rollins (c) contre Finn Bálor
Le 1er juillet à Money in the Bank, Seth "Freakin" Rollins a conservé son titre mondial poids-lourds en battant Finn Bálor. Seize soirs plus tard à Raw, alors qu'il est interviewé par Byron Saxton, le champion est confronté par l'Irlandais qui lui demande une revanche pour la ceinture, mais The Visionary lui propose de tenter sa chance ce soir ou partir. Finn Bálor roue son rival de coups et lui demande d'organiser le match auprès d'Adam Pearce.

### Cody Rhodes contre Brock Lesnar
Le 6 mai à Backlash, Cody Rhodes bat Brock Lesnar. Vingt-deux soirs plus tard à Night of Champions, le second prend sa revanche en battant le premier par soumission. 
Le 10 juillet à Raw, The American Nightmare demande à The Beast une dernière confrontation au PLE. La semaine suivante à Raw, ce dernier répond favorablement à son défi après l'avoir attaqué à plusieurs reprises.

### Shayna Baszler contre Ronda Rousey
Le 1er juillet à Money in the Bank, Ronda Rousey et Shayna Baszler n'ont pas conservé leurs titres féminins par équipes de la WWE, battues par Liv Morgan et Raquel Rodriguez. Pendant le combat, la seconde effectue un Face Turn, car elle trahit la première en la frappant par derrière et lui portant sa Kirifuda Clutch. Le 24 juillet à Raw, The Queen of Spades défie son ancienne meilleure amie pour un match au PLE, ce que celle-ci accepte plus tard. La semaine suivante à Raw, par interviews interposées, les deux anciennes combattantes de MMA racontent la naissance de leur amitié, mais Shayna Baszler s'explique sur les raisons pour lesquelles elle s'est retournée contre Ronda Rousey, tandis que cette dernière n'arrive pas à comprendre la décision de son ancienne protégée. Il est ensuite annoncé que les deux femmes s'affronteront dans un MMA Rules match.

### Gunther (c) contre Drew McIntyre
Le 1er juillet à Money in the Bank, Gunther a conservé son titre Intercontinental en battant Matt Riddle par soumission. Après le combat, Drew McIntyre a fait un retour surprise après 3 mois d'absence, confronté l'Autrichien et attaqué ce dernier. Le 24 juillet à Raw, l'Écossais défie le leader d'Imperium pour sa ceinture le soir même, mais celui-ci refuse pour annoncer la remettre en jeu au PLE.

## Tableau des matchs
| Ordre par numéros                                                                         | Résultat                                                                                       | Stipulation(s) | Temps |
| ----------------------------------------------------------------------------------------- | ---------------------------------------------------------------------------------------------- | --- | ----- |
| 1                                                                                         | Logan Paul bat Ricochet                                                                        | Match simple | 18:00 |
| 2                                                                                         | Cody Rhodes bat Brock Lesnar                                                                   | Match simple | 17:35 |
| 3                                                                                         | LA Knight remporte la Slim Jim SummerSlam 25-Man Battle Royal en éliminant en dernier Sheamus, | Slim Jam SummerSlam 25-Man Battle Royal | 11:55 |
| 4                                                                                         | Shayna Baszler bat Ronda Rousey par soumission                                                 | MMA Rules match | 7:30  |
| 5                                                                                         | Gunther (c) bat Drew McIntyre                                                                  | Match simple pour le WWE Intercontinental Championship                                                                                         | 13:40 |
| 6                                                                                         | Seth "Freakin" Rollins (c) bat Finn Bálor                                                      | Match simple pour le World Heavyweight Championship                                                                                            | 18:30 |
| 7                                                                                         | Bianca Belair bat Asuka (c) et Charlotte Flair                                                 | Triple Threat match pour le WWE Women's Championship                                                                                           | 20:55 |
| 8                                                                                         | IYO SKY (avec Bayley) bat Bianca Belair (c)                                                    | Match simple pour le WWE Women's Championship Encaissement de la mallette Money in the Bank                                                    | 0:11  |
| 9                                                                                         | Roman Reigns (c) (avec Paul Heyman) bat Jey Uso                                                | Tribal Combat match pour l'Undisputed WWE Universal Championship En plus de gagner la ceinture, le vainqueur deviendra également Tribal Chief. | 36:05 |
| La lettre C placée entre parenthèses désigne la personne ou l’équipe championne en titre. |                                                                                                | |       |